# Český červený králík
Český červený králík je české národní plemeno králíka, které vyšlechtil před rokem 1940 Theodor Svoboda z Modřan. Uznané bylo v roce 1959. Patří mezi menší plemena, váží 2,50-3,20 kg. Barva srsti je sytá svítivě žlutočervená. V Česku je oficiálně registrováno asi 150 chovných zvířat.